# Leporello (livre)
Pour les articles homonymes, voir Leporello.

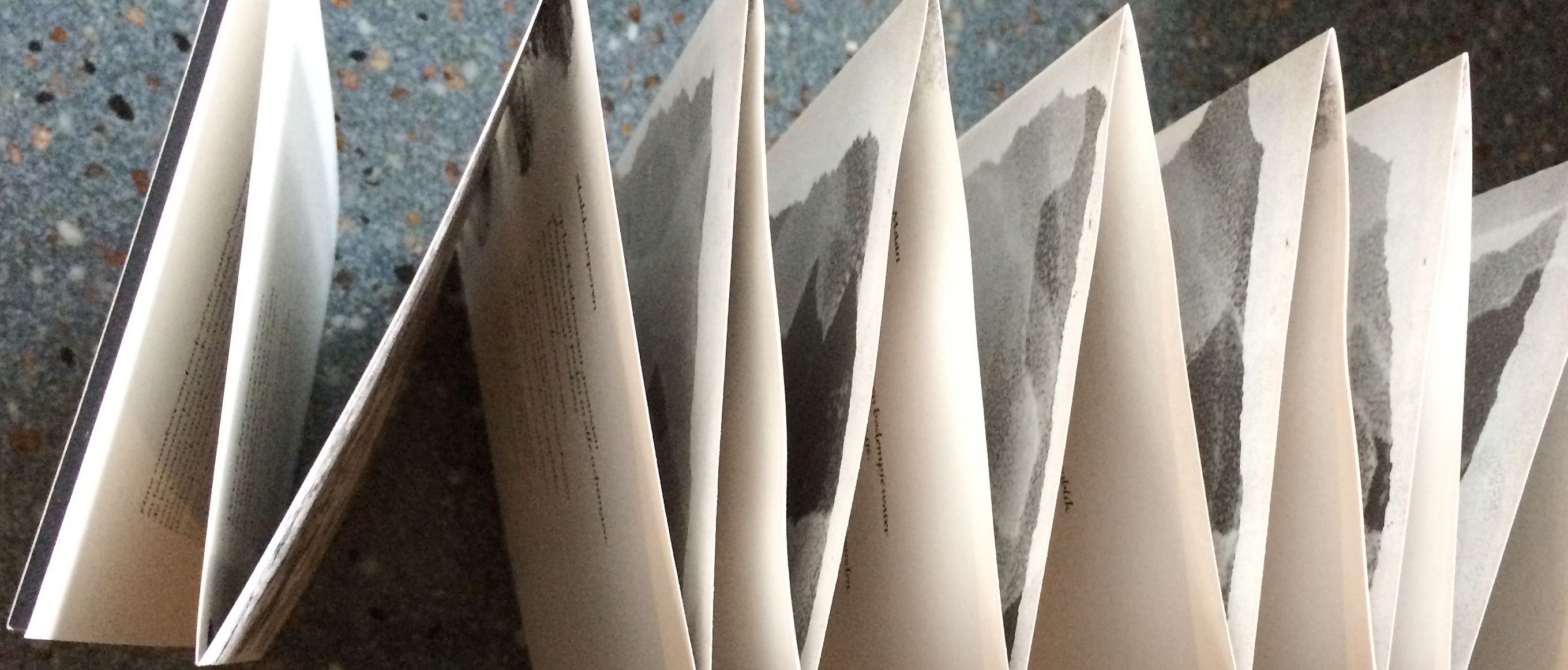
Un leporello déplié vu de dessus.

Le leporello, également appelé livre accordéon, ou encore livre frise, est un livre qui se déplie comme un accordéon grâce à une technique particulière de pliage et de collage de ses pages.
Les quatre codex mésoaméricains qui nous sont parvenus sont en forme de leporello. 
Le mot fait allusion à Leporello, valet de Don Juan, qui présente à Donna Elvira la longue liste des partenaires féminines de son maître, pliée en accordéon, dans le premier acte de l'opéra Don Giovanni de Mozart (sur l'air Madamina, il catalogo è questo).